# Ehr
Ehr ist eine Ortsgemeinde im Rhein-Lahn-Kreis in Rheinland-Pfalz. Sie gehört der Verbandsgemeinde Nastätten an. Sie ist die kleinste Ortsgemeinde im Landkreis.

## Geographie
Der Ort liegt im Taunus (westlichen Hintertaunus) im sogenannten Blauen Ländchen nordwestlich von Nastätten. Zur Gemeinde Ehr gehört auch der Wohnplatz Ehrer Bachmühle.

## Geschichte
Die erste Erwähnung des Orts stammt aus dem Jahr 1245. Lange war er Teil des Vierherrengerichts. Kirchlich war Ehr dem Kirchspiel Marienfels zugeordnet. Seit dem 19. Jahrhundert Teil der preußischen Provinz Hessen-Nassau, kam der Ort 1946 zum Land Rheinland-Pfalz. Seit 1972 gehört Ehr der Verbandsgemeinde Nastätten an.
1554 wurde die Genehmigung zum Bau einer Mühle erteilt, die bis heute erhalten ist. Von 1788 an wurde für wenige Jahre Bergbau in der Nähe des Orts betrieben, der aber nur geringe Ausbeute an Eisenstein, Salzsole und  Kobalt erbrachte.
Im 14. und 15. Jahrhundert ist eine Burgmannenfamilie in Diensten der Nassauer Grafen nachgewiesen, die sich „von (den) Erlen“ nannte und wohl in Ehr ihren Ursprung hatte.
Bevölkerungsentwicklung
Die Entwicklung der Einwohnerzahl der Gemeinde Ehr, die Werte von 1871 bis 1987 beruhen auf Volkszählungen:
| Jahr | Einwohner      |
| ---- | -------------- |
| 1526 | 5 Feuerstätten |
| 1586 | 6 Hausgesesse  |
| 1648 | 2 Hausgesesse  |
| 1681 | 26             |
| 1771 | 10 Hausgesesse |

| Jahr | Einwohner |
| ---- | --------- |
| 1815 | 77        |
| 1835 | 82        |
| 1871 | 84        |
| 1905 | 79        |
| 1939 | 78        |

| Jahr | Einwohner |
| ---- | --------- |
| 1950 | 84        |
| 1961 | 79        |
| 1970 | 78        |
| 1987 | 74        |
| 1997 | 75        |

| Jahr | Einwohner |
| ---- | --------- |
| 2005 | 86        |
| 2011 | 76        |
| 2017 | 71        |
| 2023 | 80        |

## Politik

### Gemeinderat
Der Gemeinderat in Ehr besteht aus sechs Ratsmitgliedern, die bei der Kommunalwahl am 9. Juni 2024 in einer Mehrheitswahl gewählt wurden, und – wenn wieder ernannt – dem (neuen) ehrenamtlichen Ortsbürgermeister als Vorsitzendem.

### Bürgermeister
Das Amt ist derzeit vakant. Letzter Ortsbürgermeister von Ehr war Klaus Brand, der das Amt von 1991 bis 2002 und von 2014 bis 2024 innehatte. Da bei der Direktwahl am 9. Juni 2024 kein Wahlvorschlag eingereicht wurde, obliegt die Neuwahl des Bürgermeisters gemäß rheinland-pfälzischer Gemeindeordnung dem Rat der Gemeinde, der auf seiner konstituierenden Sitzung jedoch keinen Kandidaten fand. Daher war zunächst Klaus Brand als geschäftsführender Ortsbürgermeister weiter im Amt, bis er es mit Wirkung zum 30. September 2024 niederlegte.

## Wirtschaft
Ehr ist eine Wohngemeinde mit landwirtschaftlicher Prägung.

## Verkehr

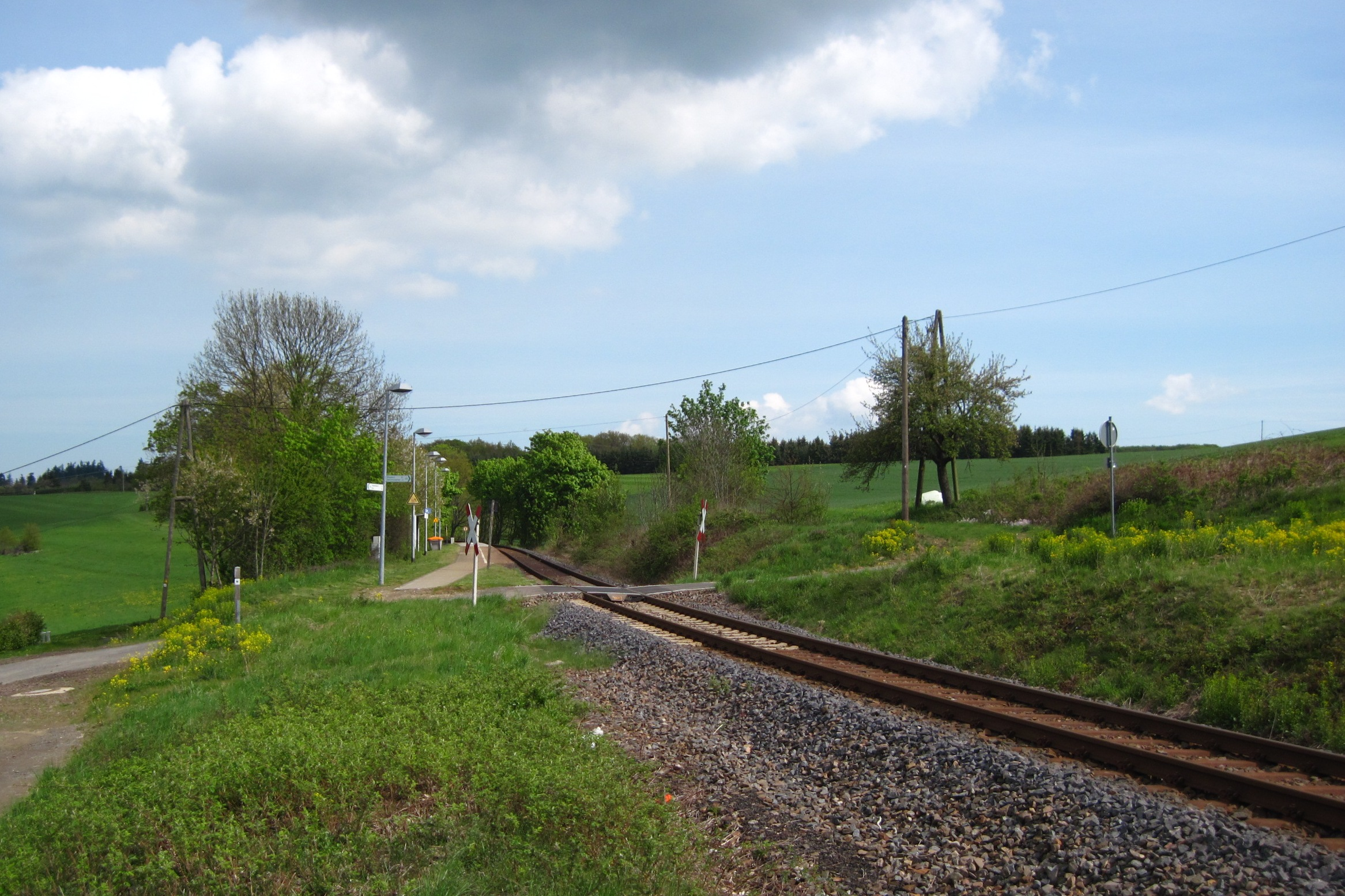
Haltepunkt Ehr

Der Haltepunkt Ehr der Bahnstrecke Boppard-Emmelshausen wird nach dem Rheinland-Pfalz-Takt durch Transdev bedient, Ehr liegt im Verbundgebiet des Verkehrsverbund Rhein-Mosel (VRM).

## Sehenswürdigkeiten
- Backhaus, 1750 erbaut
- Ölmühle von 1554